# Lagnitz
Lagnitz ist ein Ortsteil der Stadt Teuchern im Burgenlandkreis in Sachsen-Anhalt. Er liegt etwa 2 km südlich des Hauptortes an der nach Schelkau und Bonau führenden Sackgasse. Lagnitz gehört mit den Ortsteilen Teuchern, Bonau, Schortau und Schelkau zur Ortschaft Teuchern.

## Geschichte
Der Ort wurde erstmals 976 urkundlich als Villa Luongonosi erwähnt, die von Kaiser Otto II. dem Bistum Zeitz geschenkt wurde. Der Ort gehörte bis 1815 zum Königreich Sachsen (Amt Weißenfels) und gelangte dann an den Regierungsbezirk Merseburg der preußischen Provinz Sachsen (Landkreis Weißenfels).